# Немышля
Немы́шля (в XVIII—XIX в. и области также Немышля́нка; укр. Неми́шля) — река в Харьковской области, левый приток реки Харьков.
Высота истока — 159 м над уровнем моря. Высота устья — 105 м над уровнем моря. Уклон реки — 1,9 м/км.

## Описание
Длина реки составляет около 27 км, в пределах Харькова — более 13 км. Площадь водосборного бассейна — 72,2 км².
Река течёт в Немышлянской балке, разделяющей Салтовку и промышленный район проспекта Героев Харькова.
Исток реки расположен в одном километре к югу (ниже по склону Салтовской возвышенности) от села Кутузовка Харьковской области.
На реке расположены сёла Слободское, Прелестное и Бражники, пгт Кулиничи, районы города Петренки, Немышля, Сабурова дача, ХЭЛЗ и небольшая часть Журавлёвки под названием Рашкина дача.
Впадает в реку Харьков с юга в районе Ближняя Журавлёвка на Новонабережной улице.
Летом река мелеет. Берега реки низкие. Питание реки в основном снеговое. Зимой, в конце ноября — начале декабря река замерзает. Вскрывается в начале марта.

## Гидрографические объекты
- Пруд в пгт Кулиничи.

В пределах города Харькова находятся два русловых водоёма:
- 1) Краснополянский (Салтовский район) V — 144,0 тыс. м³, S водного зеркала — 3,6 га;
- 2) Петренковский (Салтовское озеро, неофициальное название Немышлянский карьер; ниже ул. Краснодарской, перед путепроводом проспекта Тракторостроителей) (Салтовский район) V — 194,0 тыс. м³, S водного зеркала 7,64 га, глубина: max — 6,50 м, средняя — 2,54 м, ширина: max — 370 м, средняя — 260 м, длина — 370 м. Бывший песчаный карьер. На его правом берегу в 1960-х годах был заложен Салтовский гидропарк (ныне практически уничтоженный).
- Петренковский источник питьевой воды. Расположен на правом берегу Салтовского озера под насыпной дамбой.

## Мосты
(сверху вниз по течению)

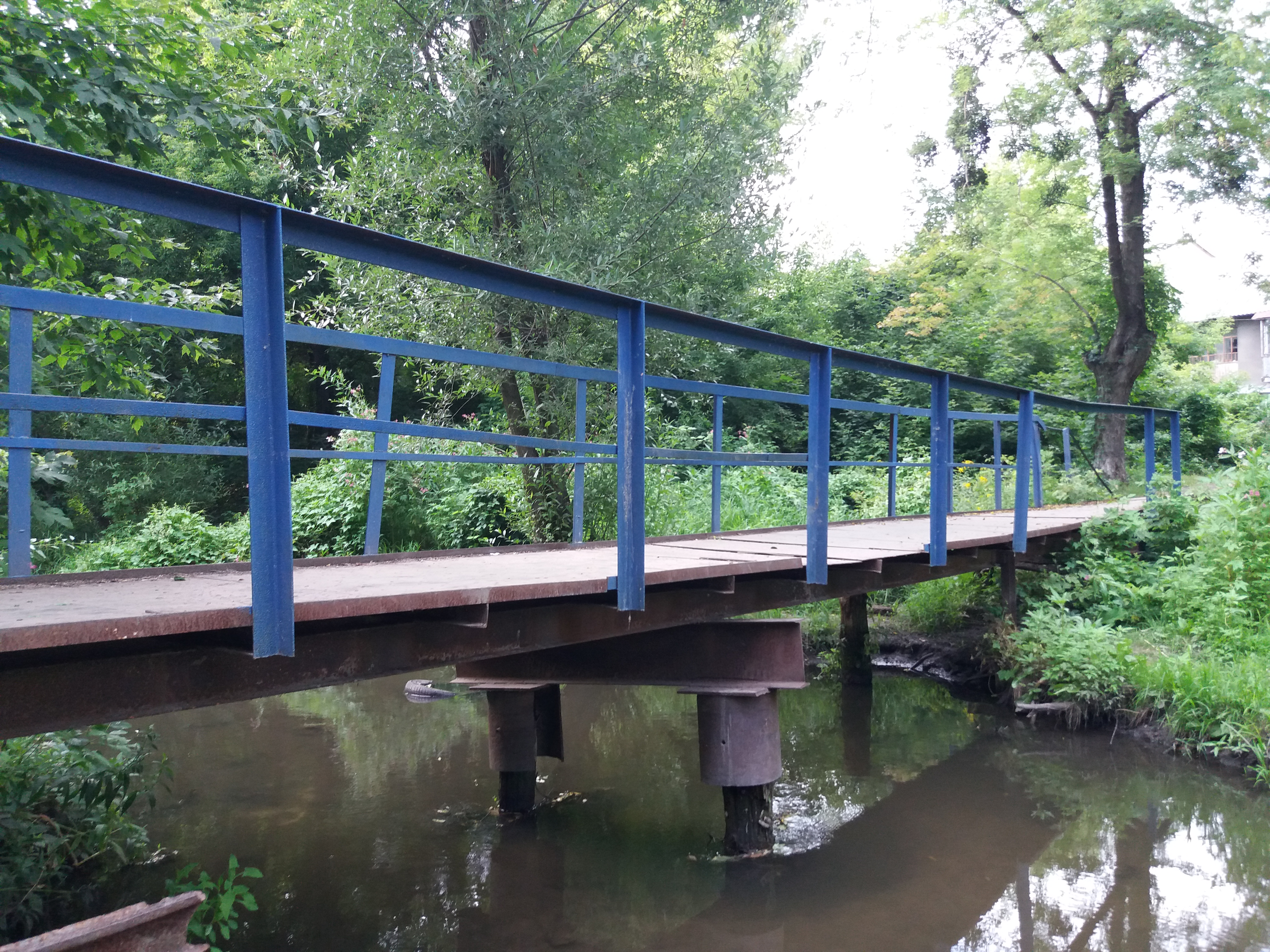
Пешеходный мостик через Немышлю неподалёку от Рубежанского переулка

- Улица Велозаводская — автомобильный.
- Проспект Тракторостроителей (Харьков) — виадук.
- Улица Красная Поляна — деревянный, автомобильный.
- Проспект Льва Ландау (до 2016 50-летия СССР) — виадук длиной более 1 км.
- Улица Самсоновская — автомобильный.
- Улица Академика Павлова — автомобильный.
- Улица Леси Украинки — автомобильный.
- Улица Тюринская — автомобильный.
- Улица Малиновская — пешеходный.
- Улица Искринская — автомобильный.
- Улица Сергиевская — пешеходный.
- Улица Рудинская — автомобильный (на территории ХЭЛЗа).
- Горийская улица — пешеходный.

## В топонимике
Гидроним дал названия:
- Немышлянскому административному району Харькова (с 2016 года).
- Немышлянской слободе (на обоих берегах реки, в основном на правом, на левом — кладбище; ныне в черте Харькова, слева от Чугуевского тракта/Московского проспекта);[8]
  - Немышлянскому хутору (в XVIII веке, был расположен на правом берегу реки);[9]
- Историческому району города Харькова Немышля (частной застройки; находится между Московским проспектом и улицей Краснодарской);
- Немышлянскому песчаному карьеру (626 м/р, оф. название Петренко́вский водоём);
- Немышлянской улице (левый берег, вдоль реки, Немышлянский район, длина 4,5 км);[10][11]
- Немышлянской набережной (вдоль реки, правый берег);
- Немышлянским въездам (переулкам, правый берег): 1-му, 2-му, 3-му, 5-му, 6-му;
- Немышлянскому автомобильному мосту.

## В литературе
- Рассказ Александра Зархина «Городской кентавр.»[12]

## Исторические факты

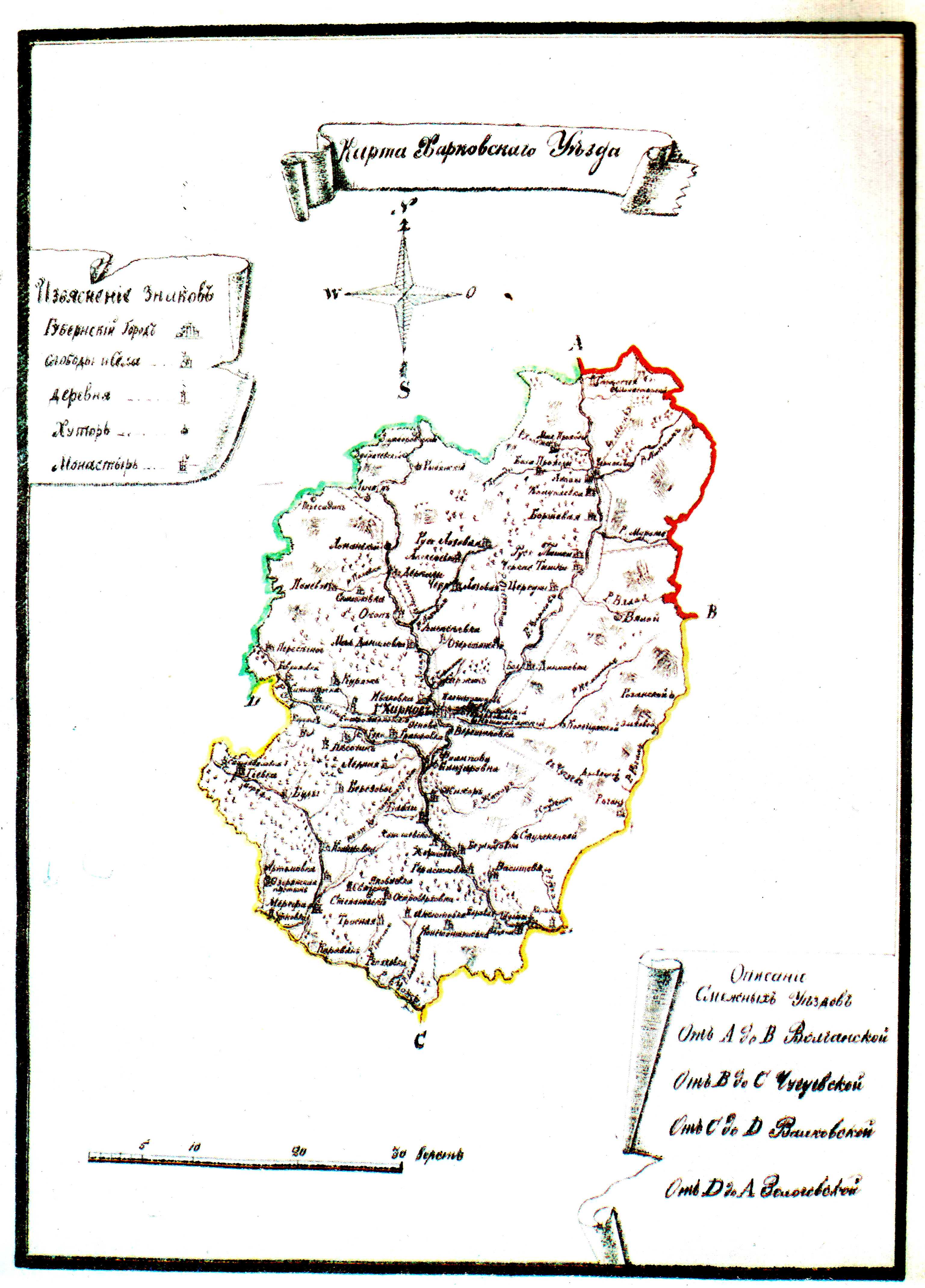
Немышлянка на карте Харьковского уезда 1788 года

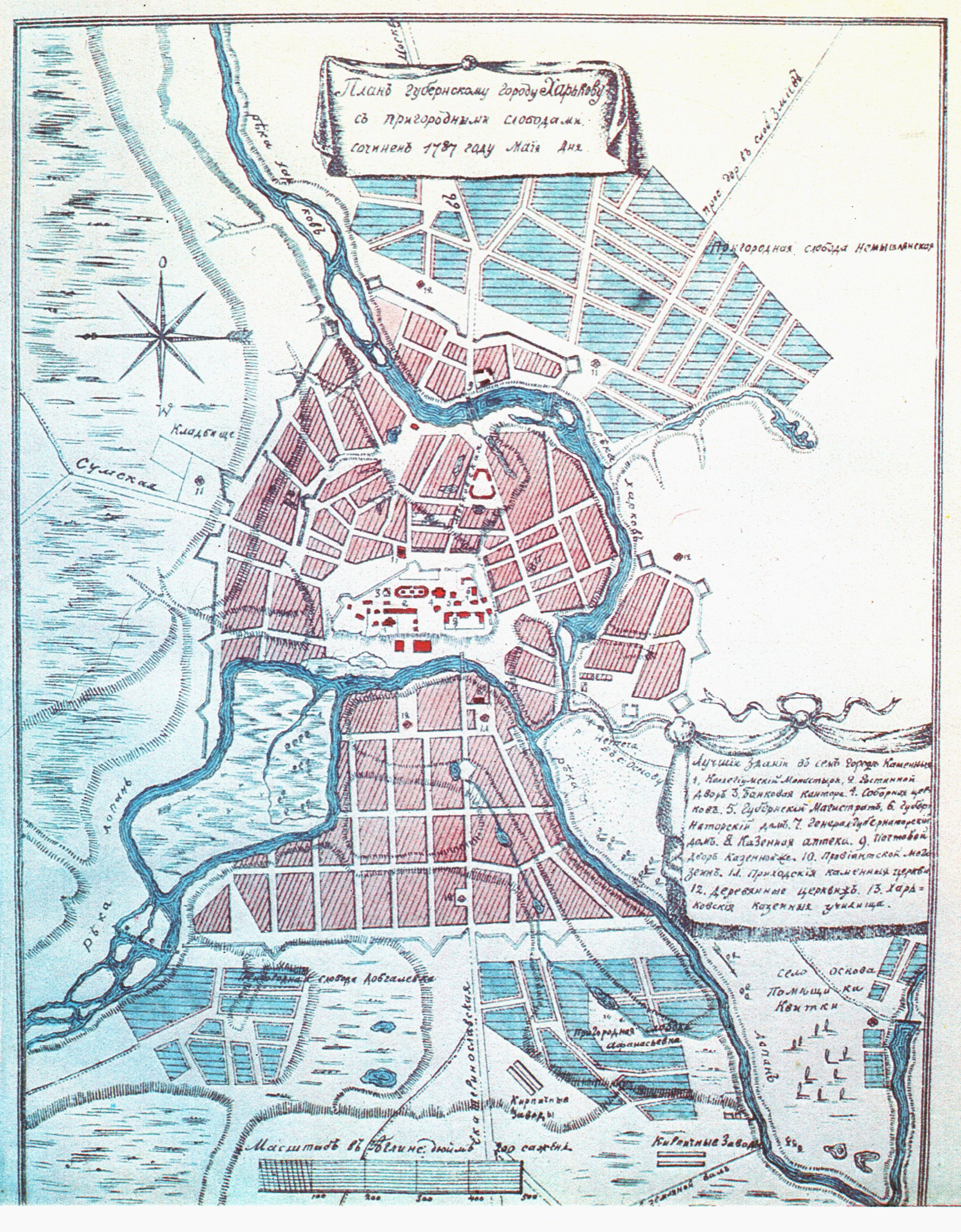
Немышлянская слобода на карте Харькова 1787 года

- Согласно «Топографическому описанию Харьковского наместничества» 1785 года, Немышля — седьмая по длине из 33-х речек Харьковского округа (течёт 18 вёрст по его территории)[13].
- С конца XVIII века на левом берегу Немышли возникла подгородняя Немышлянская слобода, находившаяся гораздо ближе к Харькову, чем нынешний район частного сектора Немышля.
- Река отделяет Салтовку от Чугуевского тракта, Харьково-Балашовской железной дороги и района проспекта Героев Харькова.